# کشاورزی در اسرائیل

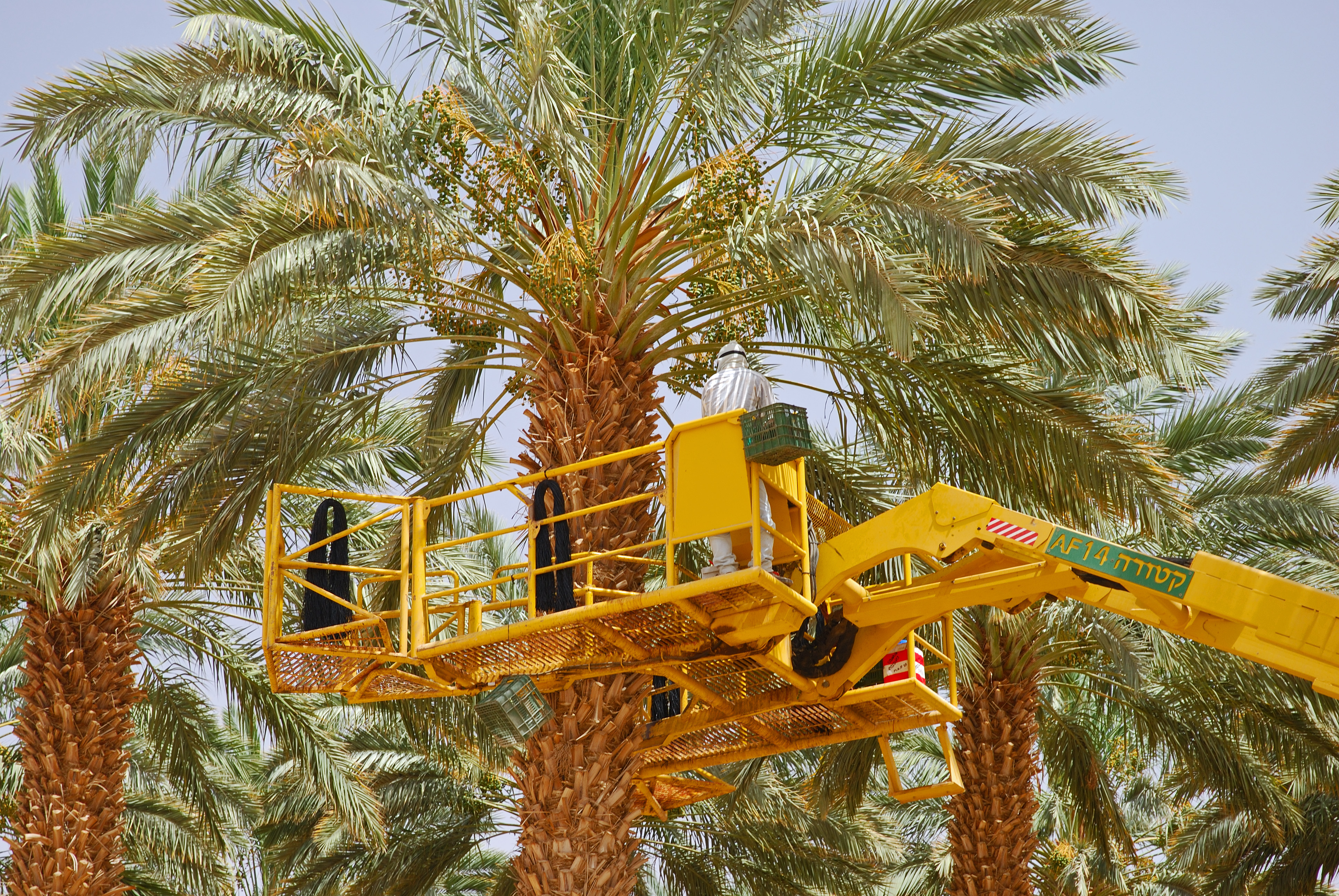
محصول خرما در اسرائیل

کشاورزی در اسرائیل صنعتی بسیار توسعه یافته است: اسرائیل با وجود این که جغرافیایش به طور طبیعی مناسب کشاورزی نیست از صادر کنندگان عمده محصولات تازه و از پیشروان فناوریهای کشاورزی در سطح جهان است. بیش از نیمی از مساحت سرزمینی آن بیابان است و اقلیم و نبود منابع آبی برای کشاورزی مساعد نیست. تنها ۲۰ درصد از سطح زمین به طور طبیعی قابل کشت است. با این که ۳٫۷٪ از نیروی کار اسرائیل در بخش کشاورزی مشغولند این کشور ۹۵٪ از نیازهای غذاییش را خود تأمین می‌کند. علاوه بر گل‌های محبوب در غرب، نظیر گل لاله و رز اسرائیل گونه‌های کویری را صادر می‌کند. این کشور تبدیل به یکی از بازیگران عمدهٔ صنعت جهانی گل تبدیل شده، و خصوصاً از تأمین کنندگان گل‌های سنتی اروپایی در ماه‌های زمستان است.

### تاریخچه
توسعه کشاورزی مدرن به طور نزدیک به جنبش صهیونیستی و مهاجرت یهودیان به فلسطین عثمانی، از اواخر قرن نوزدهم آغاز شد. یهودیان بیشتر زمین‌ها را در نزدیکی ساحل دریای مدیترانه خریداری کردند. بیشتر عرب‌های فلسطینی در نواحی کوهستانی زندگی می‌کردند و به عنوان کشاورزان خودکفا، گندم و جو را در زمین‌های بارانی می‌کاشتند. هر دو گروه کشاورز یهودی و عرب در اواخر قرن نوزدهم شروع به کشت محصولات تجاری و قابل صادرات مانند مرکبات و سبزیجات کردند. برای توسعه کشاورزی در نزدیکی ساحل، لازم بود باتلاق‌زدایی و از بین بردن مالاریا انجام شود، اما خاک «بسیار حاصلخیز و غنی» بود. یک بررسی در سال ۱۹۴۳ نشان داد که ۴۳۵٬۷۰۰ هکتار (1٬۰۷۷٬۰۰۰ اکر) از زمین‌های کشاورزی فلسطین عثمانی (که در قرن ۲۱ به اسرائیل، نواحی غربی بانک و قطاع غزه منتقل شده است) کشت می‌شد و ۲۴.۹ درصد از این زمین‌ها متعلق به «بخش اروپایی» (به طور عمده یهودیان) بود. زمین‌های کشاورزی بارانی ۹۱.۷ درصد از مجموع را تشکیل می‌دادند و ۸.۳ درصد با آبیاری کشت می‌شدند.
ساکنان یهودی کشور جدید اسرائیل بسیاری از زمین‌های کشاورزی را پس از جنگ فلسطین ۱۹۴۸ به دست آوردند، زمانی که ۷۰۰٬۰۰۰ فلسطینی اعراب از زمین‌های داخل مرزهای اسرائیل به خاطر جنگ وبیسامانی مهاجرت کردند . تا سال ۲۰۰۱، ۵۶.۵ درصد از زمین‌های کشاورزی در اسرائیل با آبیاری کشت می‌شدند. از زمان استقلال، تولید محصولات صادراتی و تجاری گسترش یافته و همزمان مساحت زمین اختصاص یافته به کشت گندم و جو کاهش یافته است.
کمبود آب یک مشکل اساسی است. باران از سپتامبر تا آوریل می‌بارد و توزیع آن نامنظم است، از ۷۰۰ میلیمتر در شمال تا کمتر از ۲۰ میلیمتر در جنوب کشور. منابع آب تجدیدپذیر سالیانه حدود ۱۶۰٬۰۰۰٬۰۰۰ مترمکعب (5.6×10^9 فوت مکعب) هستند، که ۷۵ درصد آن برای کشاورزی استفاده می‌شود. بیشتر منابع آب تازه اسرائیل به ناوبری ملی آب متصل شده‌اند که شامل ایستگاه‌های پمپاژ، مخازن، کانال‌ها و لوله‌های انتقال آب از شمال به جنوب می‌شود.
اهمیت کشاورزی در اقتصاد اسرائیل در طول زمان کاهش یافته است و به تدریج به مقادیر کمتری از تولید ناخالص داخلی (GDP) دست می‌یابد. در سال ۱۹۷۹، کشاورزی حدود ۶٪ از تولید ناخالص داخلی GDP را تشکیل می‌داد، در سال ۱۹۸۵ به ۵.۱٪ کاهش یافت و امروزه حدود ۲.۵٪ از  تولید ناخالص داخلی GDP است.در سال ۱۹۹۵، ۴۳٬۰۰۰ واحد کشاورزی با متوسط اندازه ۱۳.۵ هکتار وجود داشت. ۱۹.۸٪ از این واحدها کوچکتر از ۱ هکتار بودند، ۷۵.۷٪ در اندازه ۱ تا ۹ هکتار بودند، ۳.۳٪ بین ۱۰ تا ۴۹ هکتار بودند، ۰.۴٪ بین ۵۰ تا ۱۹۰ هکتار بودند و ۰.۸٪ بیشتر از ۲۰۰ هکتار بودند.[13] از کل مساحت ۳۸۰٬۰۰۰ هکتار زیر کشاورزی در سال ۱۹۹۵، ۲۰.۸٪ زیر کشت دائمی و ۷۹.۲٪ زیر کشت چرخه‌ای بودند. واحدهای کشاورزی شامل ۱۶۰٬۰۰۰ هکتار استفاده شده برای فعالیت‌های غیر کشت بودند. کشت اساسا در مناطق ساحلی شمالی، تپه‌های داخلی و دره بالای رود اردن انجام می‌شد.
در سال ۲۰۰۶، تولیدات کشاورزی با کاهش ۰.۶٪ در ادامه افزایش ۳.۶٪ در سال ۲۰۰۵ روبرو شد؛ ورودی‌ها برای سال ۲۰۰۷ به جز دستمزد با ۱.۲٪ افزایش یافتند. در بازه زمانی ۲۰۰۴ تا ۲۰۰۶، سبزیجات حدود ۳۵٪ از کل تولیدات کشاورزی را تشکیل می‌دادند. گل‌ها حدود ۲۰٪، محصولات مزرعه‌ای حدود ۱۸٪، میوه‌ها (به جز مرکبات) حدود ۱۵٪ و مرکبات حدود ۱۰٪ را تشکیل می‌دادند. در سال ۲۰۰۶، ۳۶.۷٪ از تولیدات کشاورزی برای مصرف داخلی، ۳۳.۹٪ برای تولید داخلی و ۲۲٪ برای صادرات مستقیم بودند. در سال ۲۰۰۶، ۳۳٪ سبزیجات، ۲۷٪ گل‌ها، ۱۶٪ محصولات مزرعه‌ای، ۱۵.۵٪ میوه‌ها به جز مرکبات و ۹٪ مرکبات به صورت صادرات انجام شدند.
بین سال‌های ۱۹۹۹ و ۲۰۰۹، تولیدات کشاورزی اسرائیل به نسبت ۲۶٪ افزایش یافت، در حالی که تعداد کشاورزان از ۲۳٬۵۰۰ به ۱۷٬۰۰۰ کاهش یافت. کشاورزان همچنین با استفاده کمتری از آب، مقدار بیشتری از محصولات را کشت کردند، با استفاده از ۱۲٪ کمتر آب برای تولید ۲۶٪ بیشتر محصولات.
در سال ۲۰۲۲، وزارت کشاورزی و توسعه روستایی اسرائیل یک طرح را برای افزایش کل تعداد زمین‌های کشاورزی کشت شده و بهبود نیروی کار با حمایت از کشاورزان جدید و کشاورزانی که حداقل هفت سال از زمین کشاورزی دور بوده‌اند، با مجموع ۱۰ میلیون شاقل اعلام کرد.
پس از حمله حماس وکشت وکشتار اکتبر ۲۰۲۳، بسیاری از کشاورزان در اسرائیل با از دست دادن بزرگ مقیاسی مواجه شدند به دلیل اینکه کارگران بین‌المللی کشته شده، ربوده شده و/یا کشور را ترک کرده‌اند. در حالی که اقدامات داوطلبانه زیادی توسط سازمان‌هایی مانند تگلیت-برث‌رایت و هاشومر هحداش جمع آوری شد، بسیاری از کشاورزان از پیامدهای بلندمدت برای مزارعشان مطمئن نبودند. در ۱۵ نوامبر، وزارت کشاورزی و اقتصاد، کمیته مالی کنست و انجمن کشاورزان اسرائیل به توافق در مورد یک پیشنهاد برای جبران خسارات کشاورزان رسیدند، با این حال تا ۲۴ نوامبر، این موضوع به طور کامل به جا نیافته بود.

### انواع مزارع
بیشتر کشاورزی اسرائیل بر اصول تعاونی که در اوایل قرن بیستم شکل گرفته است، مبتنی است. دو نوع منحصر به فرد از مستوطنات کشاورزی وجود دارد؛ کیبوتس، یک جامعه جمعی که در آن وسایل تولید به صورت مشترک متعلق به همه اعضا است و کار هر عضو بهره‌مندی همه اعضاست؛ و موشاو، یک روستای کشاورزی که هر خانواده خودش منزل خود را حفظ می‌کند و زمین خود را کشاورزی می‌کند، در حالی که خرید و فروش به صورت تعاونی انجام می‌شود. هر دو این جامعه نه تنها برای دست‌یابی به رویاهای پیشگامان برای داشتن جوامع روستایی بر پایه برابری اجتماعی، همکاری و کمک متقابل، بلکه همچنین برای به دست آوردن تولیدات کشاورزی به شیوه‌ای موثر مفید بوده‌اند. امروزه، بین کیبوتس‌ها و موشاو‌ها، ۷۶٪ از محصولات تازه کشور تولید می‌شود، همچنین محصولات پردازش شده زیادی نیز تولید می‌شود.

### کارگران
در کشاورزی اسرائیل تا پایان دهه ۱۹۹۰، بیشتر بر کارگران عرب تکیه می‌کرد، تا اینکه پس از  اولین انتفاضه خشونت امیز فلسطینی  و سرکوب ان و محدود کردن  آزادی کار کارگران عرب غیر اسراییلی ، اسرائیل به مناطق دیگری برای استخدام کارگران جستجو کرد. یک مطالعه در کنست (پارلمان) در  سال  ۲۰۲۱  و بر اساس داده‌های جمع‌آوری شده در سال ۲۰۲۰ نشان داد که حدود ۷۵,۲۰۰ نفر در بخش کشاورزی اشتغال داشتند، با حدود ۴۹٪ از آن‌ها اسرائیلی، ۳۲٪ بین‌المللی و ۱۹٪ عرب بودند.
تا سال ۲۰۲۲، در بخش کشاورزی اسرائیل بین ۳۰,۰۰۰ تا ۴۰,۰۰۰ کارگر تایلندی فعالیت داشتند، که تحت قوانین مانند عدم امکان تشکیل خانواده در کشور و قراردادهای کوتاه مدت فعالیت می‌کردند. پس از حملات و کشتکشتار حماس در اکتبر ۲۰۲۳ بسیاری از تایلندی‌ها به کشور خود بازگشتند به دلیل کشته شدن و گروگان گرفته شدن بسیاری از آنها در حملات اکتبر ۲۰۲۳ توسط حماس. این موضوع باعث شد که برای کشاورزان خسارات بزرگی به وجود آید و یک مهاجرت بزرگ حدود ۲۰,۰۰۰ کارگر از سری‌لانکا که مورد انتظار برای کار در مزارع در دسامبر ۲۰۲۳ بودند، به وجود آمد. در نوامبر ۲۰۲۳، دولت مالاوی توافقی را با شرکت‌های اسرائیلی انجام داد تا کارگران کشاورزی مالاویایی را به اسرائیل برساند تا در مزارع کار کنند.

### پژوهش و فناوری
اسرائیل رهبر جهانی در تحقیق و توسعه کشاورزی است که منجر به افزایش چشمگیر در مقدار و کیفیت محصولات کشور شده است. تلاش برای افزایش عملکرد و کیفیت محصولات منجر به توسعه انواع جدید بذرها و گیاهان شده است، همچنین نوآوری‌هایی مانند ماده اصلاح کننده خاک (ورمیکولایت) که هنگام ترکیب با خاک‌های محلی به افزایش عملکرد محصولات کمک می‌کند، و آبیاری تحت فشار (آبیاری قطره‌ای).
تحقیقات کشاورزی در اسرائیل بر پایه همکاری نزدیک و تعامل بین دانشمندان، مشاوران، کشاورزان و صنایع مرتبط با کشاورزی استوار است. آب و هوای اسرائیل از مناطق مدیترانه‌ای تا نیمه خشک و خشک متغیر است. کمبود آب آبیاری و بارندگی ناکافی در برخی نقاط اسرائیل چالش‌های اصلی کشاورزی این کشور را تشکیل می‌دهد. از طریق تولید گلخانه‌های گسترده، صیفی‌جات، میوه‌ها و گلها در فصل زمستان به بازارهای اروپایی صادر می‌شوند.
گوجه فرنگی گیلاسی توسط دانشمندان اسرائیلی در دهه ۱۹۷۰ توسعه یافت.
دانشمندان اسرائیلی نسخه‌های وحشی گوجه فرنگی را به گوجه فرنگی گیلاسی تبدیل کردند، که امروزه محبوب هستند، از جمله توماکیو. ناتان گولدنبرگ به استاد ناخوم کدار و استاد حیم رابینوویچ از دانشکده کشاورزی دانشگاه عبری در اورشلیم با ایده توسعه نوعی بهبود یافته از گوجه فرنگی گیلاسی مراجعه کرد. حتی قبل از این درخواست، این دو نفر در حال توسعه انواع مناسب برای کشت در اقلیم گرم اسرائیل بودند، از جمله نوعی گوجه فرنگی معمولی با ماندگاری طولانی، که تشویق‌های دولت اسرائیل آن را ترویج می‌کرد. بر اساس اظهارات رابینوویچ، تمایل به توسعه گونه‌های گوجه فرنگی گیلاسی مشترک بود؛ گولدنبرگ منابع مالی و تمامی دانه‌های موجود در آن زمان برای کشت خانگی فراهم کرد. گونه‌ای که توسط کدار و رابینوویچ توسعه یافته بود، خوشمزه بود، ماندگاری طولانی داشت و برای بسته‌بندی تجاری مناسب بود (دو ردیف حول ساقه). مجوزهای بازاریابی بذرها به چند شرکت اسرائیلی فروخته شد. این نوع در اواخر دهه ۱۹۸۰ محبوبیت یافت و فروش آن در سال ۱۹۹۲ رونق گرفت. این توسعه باعث افزایش درآمد دانشگاه عبری نسبت به سایر توسعه‌های تجاری آن شد. در دهه‌های پس از آن، انواع دیگری توسعه یافتند و محبوبیت گوجه‌های فرنگی گیلاسی ادامه یافت.
دانشکده علوم کشاورزی، غذایی و کیفیت محیطی دانشگاه عبری در رهووت، به عنوان یکی از شرکای اصلی در انجام تحقیقات کشاورزی، شناخته می‌شود. این دانشکده شامل رشته‌های اقتصاد و مدیریت کشاورزی، دانشکده علوم تغذیه و مدیریت هتل، غذا و گردشگری است و حدود ۹۰ استاد علمی دارد. رشته‌های علمی اصلی شامل: گیاه‌شناسی کشاورزی، محصولات زراعی، صیفی‌جات و ژنتیک؛ باغبانی؛ بیوشیمی، علوم غذایی و تغذیه؛ انتومولوژی و بیماری‌شناسی گیاهی؛ علوم خاک و آب؛ علوم دامی؛ پزشکی دامی و اقتصاد و مدیریت کشاورزی می‌باشند.
علاوه بر دانشگاه عبری، تحقیقات اضافی نیز در دانشگاه‌های بار-ایلان، تل‌آویو، مؤسسه علوم وایتزمن و دانشگاه بن‌گوریون در منطقه نگوو انجام می‌شود، که مؤسسه یعقوب بلاوشتاین تخصص خود را در زمینه کشاورزی در مناطق خشک دارد.
آبیاری قطره‌ای مدرن در دهه ۱۹۶۰ توسط دانشمندان اسرائیلی اختراع شد.استفاده از یک مبدل پلاستیکی در آبیاری قطره‌ای توسط سیمخا بلاس و پسرش یشعیاهو در اسرائیل توسعه یافت. به جای آزاد کردن آب از طریق حفره‌های کوچک که به راحتی توسط ذرات کوچک مسدود می‌شوند، آب از طریق مسیرهای بزرگتر و بلندتری با استفاده از اصطکاک برای کاهش سرعت آب درون مبدل پلاستیکی آزاد می‌شود. اولین سامانه آزمایشی این نوع در سال ۱۹۵۹ توسط بلاس ایجاد شد، که بعدها (در سال ۱۹۶۴) با کیبوتس حتزریم همکاری کرد و شرکت آبیاری به نام نتافیم را تأسیس کرد. آن‌ها به‌طور مشترک اولین مبدل عملی آبیاری قطره‌ای سطحی را توسعه دادند و ثبت اختراع کردند. آبیاری قطره‌ای مدرن در دهه ۱۹۶۰ در اسرائیل اختراع شد و این آبیاری بهبود قابلیت استفاده از کود و آب را نیز بهبود می‌بخشد. معرفی این فناوری به گفته تایمز از اسرائیل انقلابی بوده است و می‌تواند ۷۰٪ مصرف آب در رشد برنج را صرفه‌جویی کند.